# Jeanne Jordan
Jeanne Jordan (* 20. Jahrhundert) ist eine US-amerikanische Dokumentarfilmerin.

## Leben und Wirken
Jordan machte ihren Studienabschluss an der University of Iowa. Ihre Laufbahn als Filmemacherin begann sie beim Iowa Public Television. Parallel zu ihrem filmischen Schaffen war sie auch als Hochschullehrerin aktiv, außerdem gab sie Kurse an verschiedenen internationalen Universitäten. Für ihre Arbeit erhielt sie diverse Stipendien und Auszeichnungen. Sie ist als Regisseurin, Drehbuchautorin und Editorin ihrer eigenen Filme aktiv, arbeitet aber als Schnittmeisterin auch für andere Regisseure und Formate. Gemeinsam mit Steven Ascher betreibt sie die Produktionsfirma West City Films.
Bei der Oscarverleihung 1996 war sie für Troublesome Creek – Ein Western der anderen Art gemeinsam mit Steven Ascher für den Oscar in der Kategorie Bester Dokumentarfilm nominiert. Die beiden wurden für diesen Film von der International Documentary Association ausgezeichnet und erhielten beim Sundance Film Festival im Jahr 1996 den Großen Preis der Jury – Bester Dokumentarfilm und den Publikumspreis für den besten Dokumentarfilm. Hinzu kam die Nominierung für den Truer Than Fiction Award bei den Independent Spirit Awards 1997.

## Filmografie (Auswahl)
- 1985: In der Mittagsglut (Noon Wine, nur Schnitt)
- 1987: Eyes on the Prize (Fernsehserie, 2 Folge, Schnitt)
- 1995: Troublesome Creek – Ein Western der anderen Art (Troublesome Creek: A Midwestern)
- 1996: Die Gebrüder Wright: Ein Flug in den Ruhm (The Wright Stuff, nur Schnitt)
- 2006: Die Heywoods (So Much So Fast)
- 2021: Our Towns